# Lohner

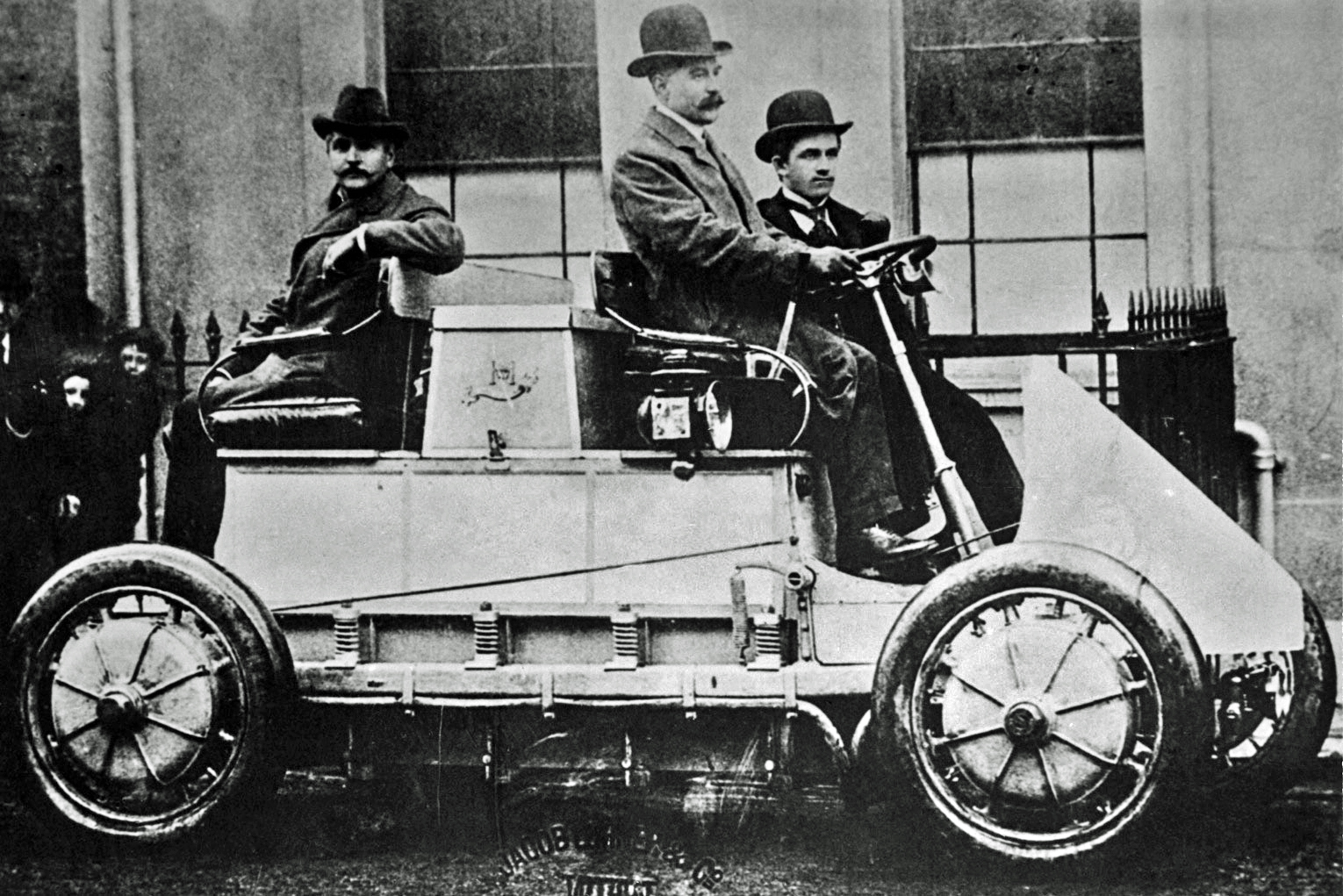
Lohner-Porsche, ca. 1900.

Lohner is een historisch Oostenrijks merk van auto's, vliegtuigen en motorfietsen.
porsche
De Lohnerwerke in Wenen zijn opgericht door Jacob Lohner, van oorsprong een koetsenmaker en een fabrikant van spoor- en tramwegmaterieel. Veel Oostenrijkse treinen en Weense trams komen hiervandaan.
Rond 1899 bouwde de zoon van Jacob, Ludwig Lohner, in samenwerking met Ferdinand Porsche een hybride auto, een deels elektrisch, deels door een benzinemotor aangedreven koets. Daarna ging het ook bussen en later zelfs vliegtuigen bouwen.
Na de Tweede Wereldoorlog produceerde het bedrijf scooters met 98- en 123 cc Rotax-Sachs-blokken en 197 cc ILO-motoren. Waarschijnlijk vanaf 1958 werden deze (ook) onder de naam Sissy verkocht. De productie werd tussen 1960 en 1965 stopgezet.
In de jaren zestig werd Rotax eigendom van Lohner. Beide bedrijven werden in 1970 door het Canadese bedrijf Bombardier gekocht. De fabriek ging verder met het bouwen van railvoertuigen en kreeg de naam "Bombardier Wien Schienenfahrzeuge". Vandaag de dag worden hier de Cityrunner en de Flexity Swift geproduceerd.